# 吕卫平
吕卫平（1962年—），男，教授级高级工程师，武汉邮电科学研究院副院长，烽火通信科技股份有限公司副董事长。

## 生平
1984年毕业于华中工学院（现华中科技大学）信息工程系的工学学士。2001年至今，担任武汉邮电科学研究院副院长。2010年，当选为华工科技产业股份有限公司的独立董事。